# Павлова, Мария Ивановна
Мария Ивановна Павлова (ок. 1862—1896) — российская учёная-зоолог, специализировавшаяся на энтомологии. Считается одной из первых женщин-зоологов в России.
Родилась в Варшаве. Училась в Санкт-Петербурге на Высших женских курсах, окончив их в 1888 году; специализировалась на естественных науках. После окончания курсов вернулась в Царство Польское и стала работать учительницей в одной из варшавских гимназий, посвящая всё свободное от служебных занятий время зоологическим исследованиям, касающимся анатомии, гистологии и истории развития прямокрылых насекомых, для чего поступила в Императорский Варшавский университет, где стала научным сотрудником зоологической лаборатории и работала под руководством профессора Насонова.
По причине ранней смерти успела закончить лишь две своих работы: «К строению кровеносной и симпатической нервной систем насекомых, преимущественно прямокрылых» («Работы из лаборатории зоологического кабинета Варшавского университета», 1895); вторая работа, трактующая о превращениях в семействе богомолок, появилась там же в 1896 году. Первая работа получила высокую оценку в «Журнале министерства народного просвещения». После смерти Павловой её родственники пожертвовали зоологическому кабинету университета её микроскоп.